# Deszk
Deszk (Serbo: Деска)  è un comune dell'Ungheria di 3.238 abitanti (dati 2001). È situato nella contea di Csongrád-Csanád nelle vicinanze di Szeged. È presente una minoranza serba (4,9&)